# Telescope Lake
Telescope Lake är en sjö i Kanada.   Den ligger i Kenora District och provinsen Ontario, i den sydöstra delen av landet, 1 500 km väster om huvudstaden Ottawa. Telescope Lake ligger 382 meter över havet. Arean är 8,9 kvadratkilometer. Den sträcker sig 3,3 kilometer i nord-sydlig riktning, och 9,3 kilometer i öst-västlig riktning.
I omgivningarna runt Telescope Lake växer i huvudsak blandskog. Trakten runt Telescope Lake är nära nog obefolkad, med mindre än två invånare per kvadratkilometer.